# پسچینا
پسچینا (به ایتالیایی: Pescina) یک کومونه در ایتالیا است که در استان لاکویلا واقع شده‌است. پسچینا ۳۷٫۵۱ کیلومتر مربع مساحت و ۴٬۱۹۵ نفر جمعیت دارد و ۷۳۵ متر بالاتر از سطح دریا واقع شده‌است.